# Claus Bjerre
Claus Bjerre (født 4. december 1959) er en dansk filminstruktør, der i midten af 1980'erne gik på Kunstakademiet. I 1989 begyndte han som filmmager med novellefilmen "Det springende punkt" og siden har han bl.a. lavet børnefilmen "Cirkus Ildebrand" ligesom han er manden bag genoplivningen af serien om "Far til Fire". Han var medforfatter og instruktør på tv-serien "Karrusel". Desuden har Claus Bjerre arbejdet i reklamebranchen og undervist på Filmskolen, hvis instruktøruddannelse han blev leder af i 2001.
Han har skrevet manuskript og instrueret:
- Cirkus Ildebrand (1995) [Instruktion]
- Far til fire - gi'r aldrig op (2005)
- Far til fire - i stor stil (2006)
- Far til fire - på hjemmebane (2008)
- Far til fire - på japansk (2010)
- Far til fire - tilbage til naturen (2011)
- En, to, tresomt (2014)